# 奧梅利琴基 (蘇梅區)
51°6′27″N 34°19′45″E / 51.10750°N 34.32917°E
奧梅利琴基（烏克蘭語：Омельченки）是位於烏克蘭東北部的村莊，由蘇梅州蘇梅區的里奇基市鎮負責管轄。該村處於維爾河右岸，距離科瓦倫基1公里，海拔高度134米，2001年人口12。